# Camp de concentration de Nohra
Le camp de concentration de Nohra (KZ Nohra) est le plus ancien des premiers camps de concentration nazis éphémères en Allemagne : il ouvre le 3 mars 1933 à  Nohra (Weimar). Il a fonctionné quelques mois sous l'autorité du ministère de l'Intérieur de Thuringe et ses détenus étaient uniquement des communistes.

## Contexte
Le parti nazi siège au gouvernement public de Thuringe depuis 1930, quand Wilhelm Frick est nommé ministre de l'Intérieur. Lors des élections de 1932, les nazis remportent plusieurs sièges et forment un gouvernement de coalition sous la direction de Fritz Sauckel, qui avait été ministre de l'Intérieur auparavant. En février 1933, un corps de Hilfspolizei thuringeois est formé : il s'agit d'une unité de police auxiliaire, dirigée par Sauckel et composée de Sturmabteilung, de Schutzstaffel et de membres du Stahlhelm. Après l'incendie du Reichstag le 27 février 1933, des centaines de communistes sont arrêtés. Pour alléger la surpopulation dans les prisons, le ministère de l'Intérieur en Thuringe décide d'ouvrir des camps de détention, appelés « camps d'assemblée »  (Sammellager) ; le premier de ces camps ouvre le 3 mars 1933 à Nohra, près de Weimar,. L'une des premières personnes emmenées en « détention de protection » à Nohra est Fritz Gäbler (de), membre communiste du parlement de Thuringe.

## Site
Le camp est situé à la Heimatschule Mitteldeutschland, une école militaire de droite qui accepte des volontaires dans la Freiwilliger Arbeitsdienst. Cette école se trouve sur l'emplacement de l'ancien aérodrome de Nohra (proche de l'emplacement du futur camp de Buchenwald) et se compose de deux bâtiments reliés par un immeuble bas. Le camp est installé au deuxième étage de l'un des bâtiments et distribué en trois grandes pièces, dont le seul ameublement consiste en paille et en couvertures. Il n'y a pas de clôture ni de fil de fer barbelé.
Les bâtiments sont démolis au début des années 1950,.

## Administration et gardiens
Contrairement à la plupart des camps de concentration, celui de Nohra n'est pas géré par la SA ou les SS mais par le ministère de l'Intérieur en Thuringe. Comme les effectifs de policiers ne suffisent pas pour garder le camp, des étudiants de Heimatschule sont recrutés en tant que supplétifs. Un commissariat est ouvert dans le bâtiment de l'école pour interroger les arrivants. Le commandant du commissariat habite dans une villa à proximité, encore appelée Kommandantenvilla par les habitants du lieu ; en 2003, ce logement était converti en Gasthaus (en).

## Prisonniers et conditions de vie
Tous les prisonniers de Nohra sont des communistes thuringeois, y compris la moitié du groupe parlementaire communiste de Thuringe. Les prisonniers ne sont pas astreints au travail. Ils passent la journée entière dans les salles où ils dorment et seuls les interrogatoires et des arrivées brisent la monotonie. Les conditions d'hygiène sont très médiocres, surtout en raison de la surpopulation récurrente au camp. En moyenne, le camp comporte 95 prisonniers mais il en a accueilli jusqu'à 220 simultanément. Au total, environ 250 prisonniers sont internés à Nohra jusqu'à la fermeture du camp.
Les détenus de Nohra sont autorisés à voter lors des élections législatives allemandes de mars 1933 et leur présence entraîne une montée importante des suffrages communistes à Nohra (172 en mars 1933 contre 10 en décembre 1932 aux élections municipales).
Plusieurs prisonniers de Nohra sont des personnalités connue, comme :
- Rudolf Arnold (de) (1896-1950)[10]
- Richard Eyermann (de) (1898-1971)[3],[11]
- Fritz Gäbler (de) (1897-1974)[12]
- Werner Klinz (1901-1969)[13]
- Fritz Koch (?-1933), mort le 17 mars 1933 d'une infection contractée au camp ; il s'agit du seul décès répertorié au camp de concentration[2],[14]
- Leander Kröber (de) (1902-1980)[15]
- Erich Scharf (de) (1908-1943)[3],[16]
- Hermann Steudner (de) (1896-1986)[17]

## Fermeture et mémoire
Nohra fait partie des premiers camps de concentration éphémères. La date de fermeture varie selon les sources : le 12 avril 1933,, le 10 mai 1933 ou en juillet 1933. Les prisonniers encore détenus sont déplacés dans une prison à Ichtershausen. Après la fermeture, un autre camp prend le relais à proximité : celui de Bad Sulza, dans la ville de Bad Sulza.
En 1988, le Parti socialiste unifié d'Allemagne de l'arrondissement de Weimar commande l'installation d'une plaque commémorative aux victimes du camp de concentration de Nohra. Après la réunification de l'Allemagne, la plaque est déplacée dans le grenier de la mairie en 1990 et il n'existait plus d'indication locale sur l'existence du camp au début des années 2000,. Dans les années 2010, une société locale d'histoire s'active pour faire poser des plaques commémoratives.